# IXblue
 (octobre 2022).
iXblue est une société française de techniques de pointe (conception et fabrication de centrales inertielles, équipements acoustiques sous-marins (sonars), construction navale, fibres et composants optiques, mécatronique, intelligence artificielle). Les équipements qu'elle développe sont à destination des secteurs maritimes civil et militaire ainsi que spatial. La société, qui emploie environ 650 personnes dont 300 ingénieurs et docteurs, réalise un chiffre d'affaires de 100 millions € dont 80 % à l'international. Elle dispose de 7 établissements avec un site jouant un rôle central à Saint-Germain-en-Laye. 50 % du chiffre d'affaires est réalisé avec les centrales à inertie domaine dans lequel la société est un leader mondial. Le gyromètre à fibre optique développé par iXblue équipe notamment le gyrocompas de secours des sous-marins nucléaires d'attaque français et est installé à bord de plusieurs séries de satellites scientifiques (Gaia) et de télécommunications.
iXblue est rachetée par le groupe Gorgé en septembre 2022, et devient Exail après sa fusion avec la filiale ECA Group.